# Ostoros garnéla
Az ostoros garnéla (Palaemon adspersus) a felsőbbrendű rákok (Malacostraca) osztályának tízlábú rákok (Decapoda) rendjébe, ezen belül a Palaemonidae családjába tartozó faj.
Az állat a Palaemon ráknem típusfaja.

## Előfordulása
Az ostoros garnéla a Földközi- és Fekete-tengerekben, valamint az Atlanti-óceánban éppúgy előfordul, mint a Balti-tenger északi és nyugati partvidékén és az Északi-tengerben is. Egyike a leggyakoribb garnéláknak, amelyeket a piacokon kínálnak.

## Megjelenése
Az ostoros garnéla 5 centiméter hosszú, áttetszően szürke vagy zöldesbarna, sötét csíkokkal, lábain sárga foltokkal. A hátpajzs homloki részén előremeredő, hosszú csőrnyújtvány (rostrum) gyengén hajlott és egy csúcsban végződik. Az első járólábpár apró, a második nagyobb ollókat visel.

## Életmódja
A sekély vizekben növényekkel benőtt sziklás fenéken, sőt az árapályzónában tartósan megmaradó tócsákban is megtaláljuk ezt a kis méretű rákot. A brakkvizekben is megél. Jóllehet nem nagyon félénk, és táplálékkeresés közben gyakran a fürdőzők lábát is csipkedi, kézzel mégis nehezen fogható meg. Széles faroklegyezőjét maga alá csapva hirtelen hátrafelé iramodik. moszatokkal, szerves törmelékkel és különféle apró állatokkal táplálkozik.

## Képek

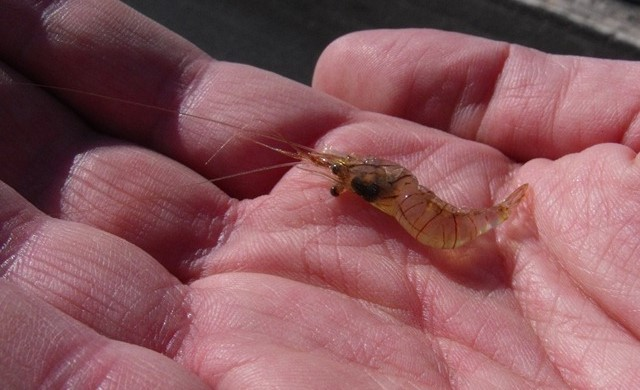
Olaszország partjainál kifogott példány
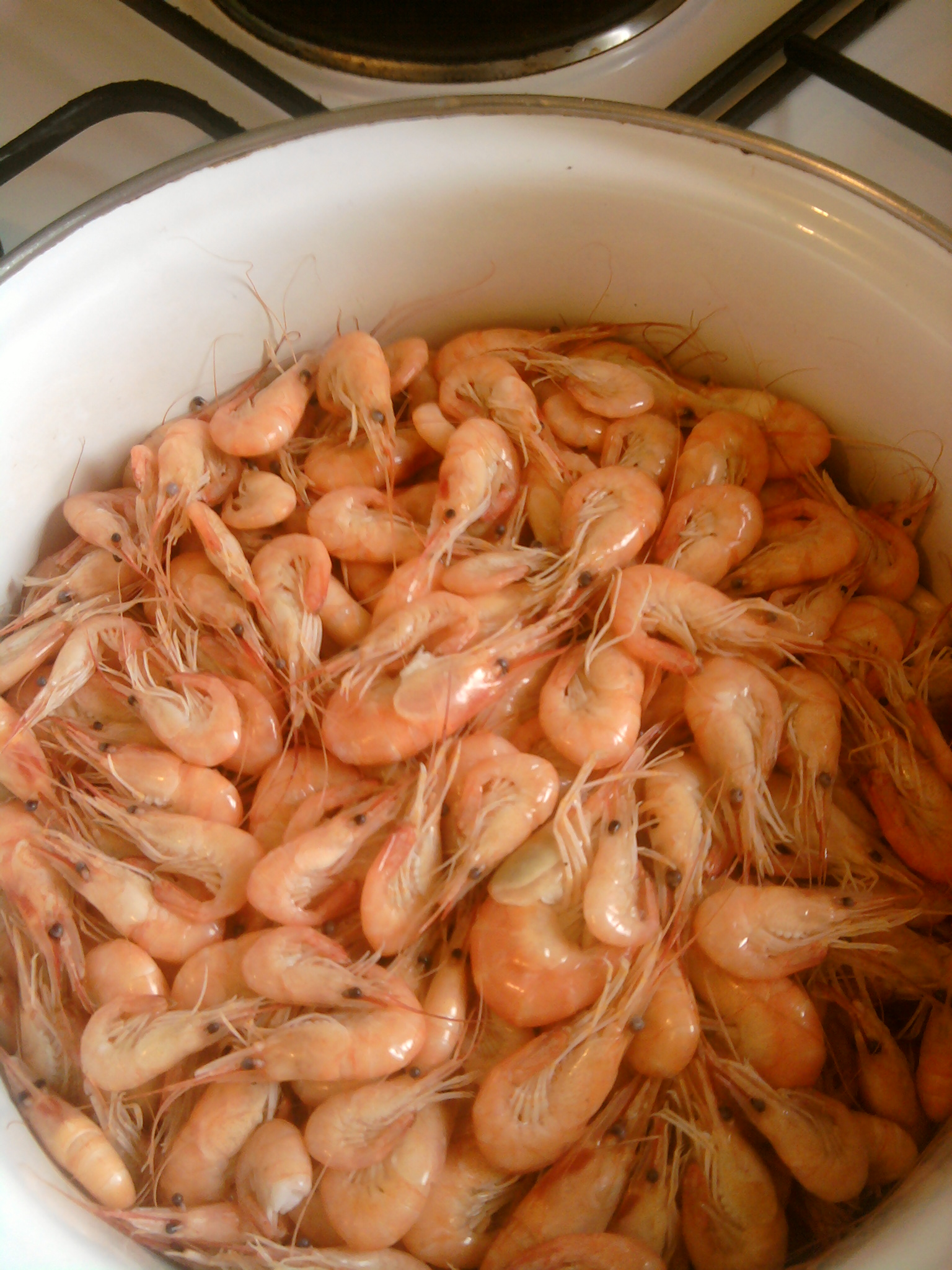
Begyűjtött ostoros garnélák
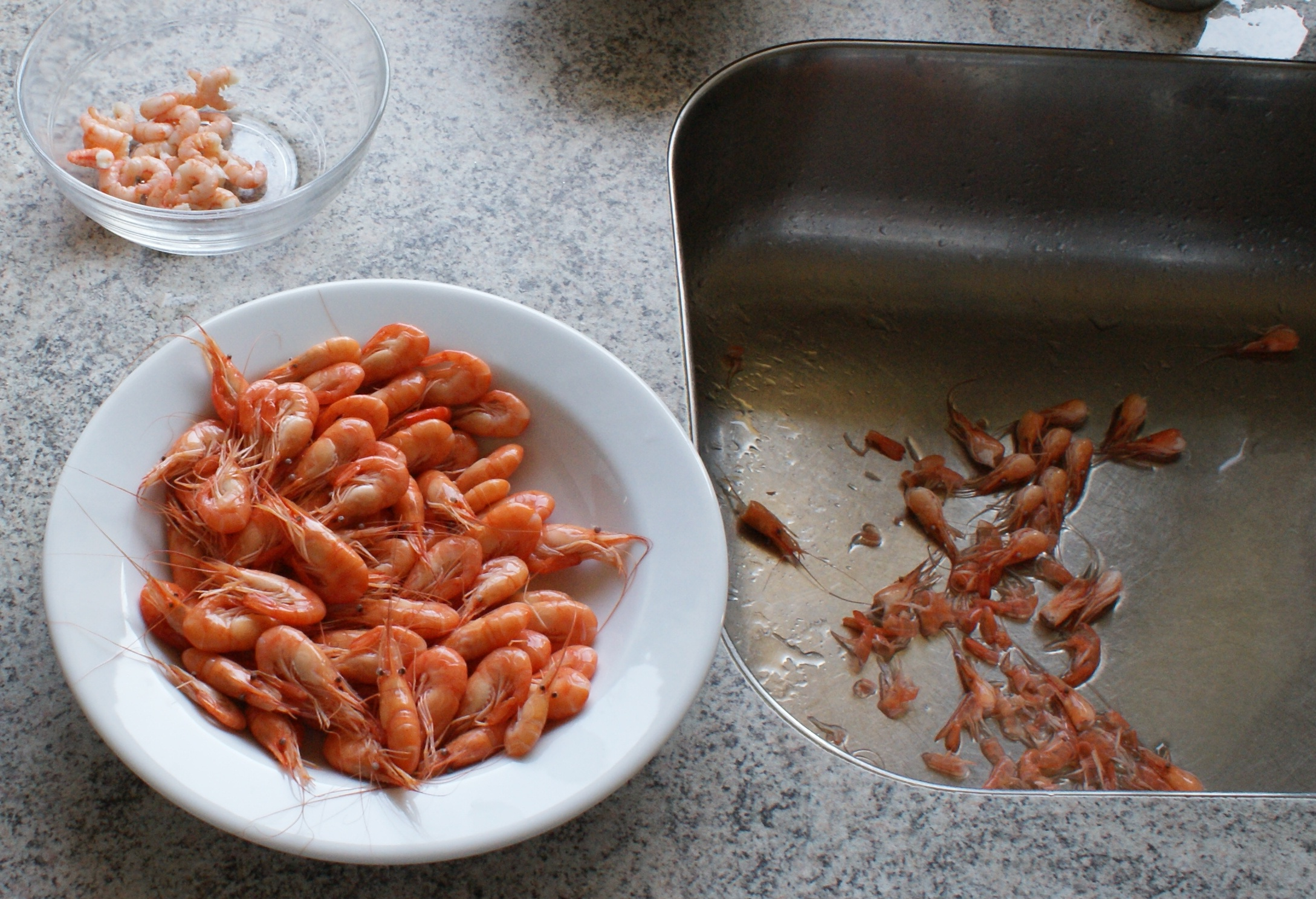
Frissen főtt garnélák